# Kärna kyrka

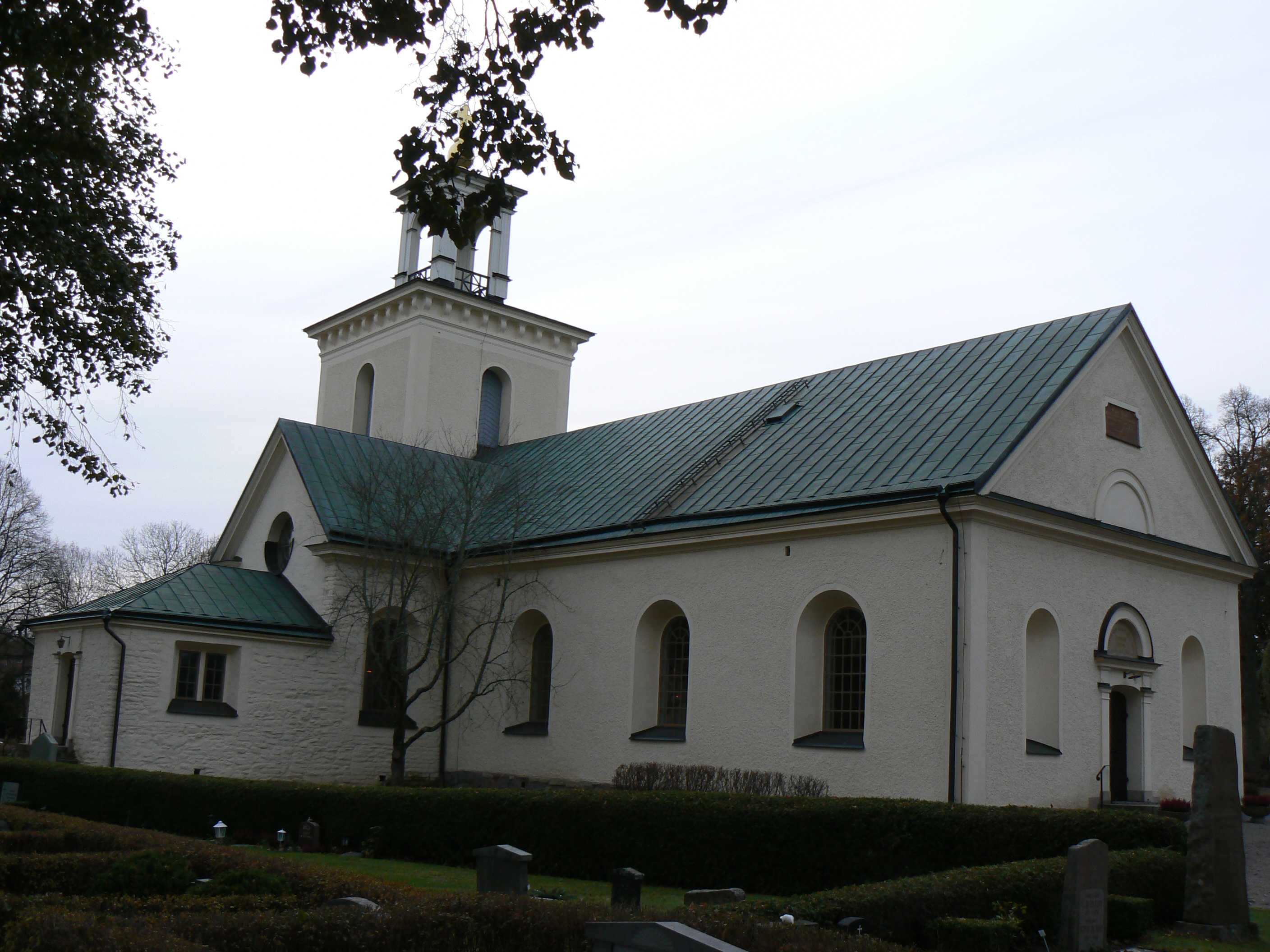
Kärna kyrka från nordöst

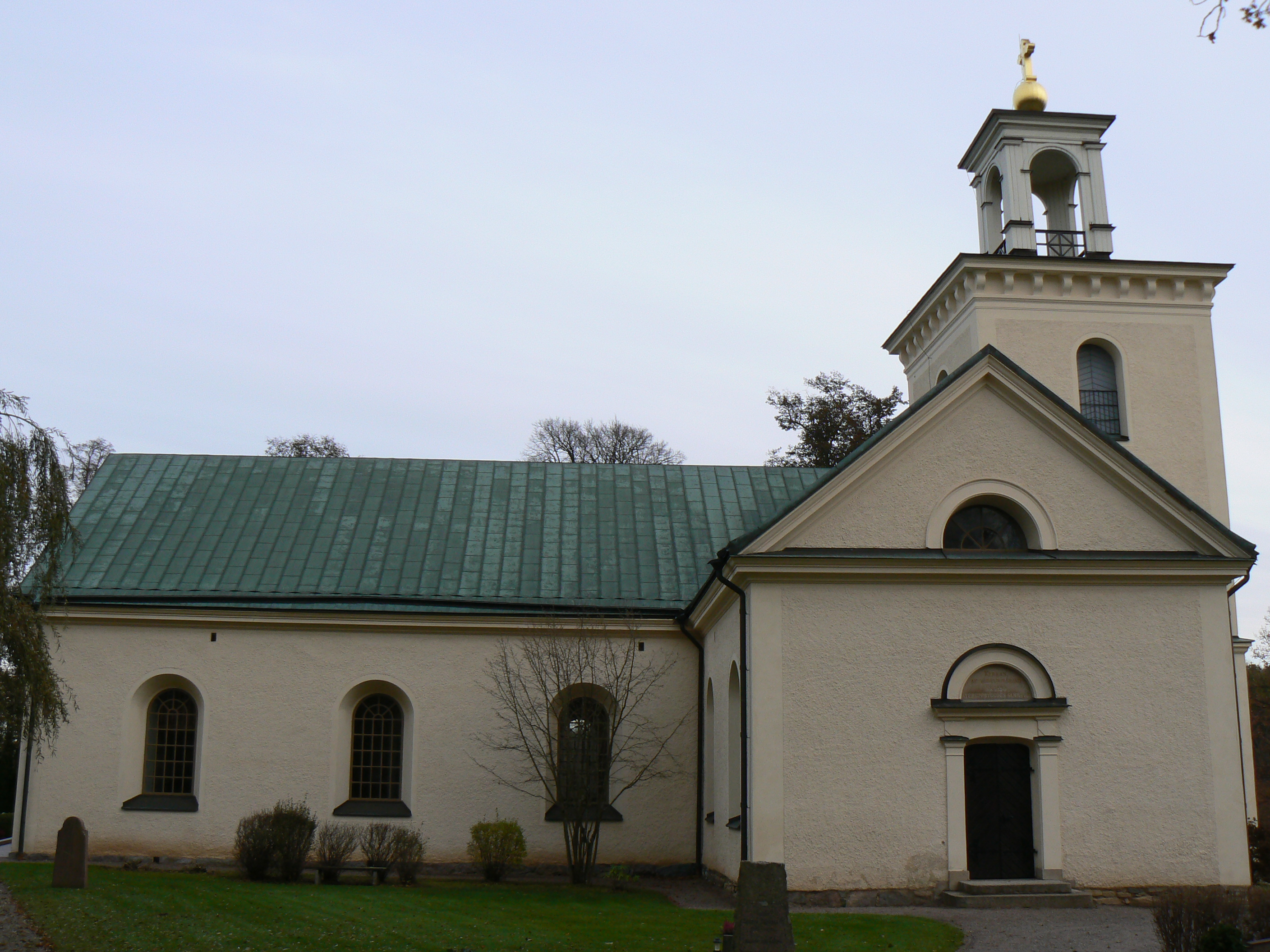
Kärna kyrka från väster

Kärna kyrka är en kyrkobyggnad i Kärna socken i Linköpings kommun i Östergötland. Den ligger i Malmslätt ca 6 km västnordväst om Linköpings centrum och tillhör Kärna församling i Linköpings stift.

## Kyrkobyggnaden
Kärna kyrka är byggd i form av ett kors med långhuset som nord-sydlig skänkel. I söder ett rakt avslutat kor och bakom detta ett torn med sakristia i bottenvåningen. Tornet avslutas med en lanternin och i klockrummet under hänger hela fyra kyrkklockor. I höjd med koret ett tvärskepp, som utgjorde föregående kyrkors långhus. Fasaden är slätputsad och odekorerad förutom en gesims runt kyrkan.
Långhuset har stora rundbågiga fönster och tunnvälvt innertak i nyklassicistisk stil. Ovanför altaret en altartavla av Johan Krouthén visande "Kristi himmelsfärd". Till vänster på evangeliesidan en predikstol i nybarock utan ljudtak. På epistelsidan en dopfunt. Bänkkvarteren i långhuset är slutna och i väster finns en orgeläktare. Tidigare hade kyrkan många äldre värdefulla inventarier, men nästan alla blev lågornas rov i en förödande brand nyårsdagen 1893.

## Historik
Stenkyrkan i Kärna härrör från 1100-talet. Enligt traditionen uppfördes den år 1137 av konung Sverker den äldre samtidigt som Kaga kyrka 4 kilometer norrut. Kyrkan i Kärna bestod ursprungligen av ett kort långhus samt ett lägre, smalare och mycket kort kor med en vid absid åt öster. Man kan anta att den, liksom kyrkan i Kaga, var försedd med små, högt liggande fönster. Enligt biskop Andreas Olavi Rhyzelius (1677–1761) hade den brädtak med målningar, varav man hittade fragment då 1750 ett stenvalv revs.
Troligen revs absiden redan i början av 1300-talet, varefter koret förlängdes och gavs en rak avslutning i öster. Det nya koret fick en portal åt söder. År 1324 sattes ett triumfkrucifix upp i triumfbågen. Något senare, troligen under 1400-talet, uppfördes en välvd sakristia norr om koret och ett vapenhus vid långhusets södra mur. Under samma århundrade välvdes även långhus och kor, varefter valven försågs med kalkmålningar.
1567, under Nordiska sjuårskriget, överföll danska trupper under Daniel Rantzaus ledning Östergötland och härjade bland annat Kärna kyrka, vilket innebar extraarbeten med reparationer.
Först år 1750 kom kyrkan att få torn. Arbetet utfördes av byggmästaren Petter Frimodig och murmästaren och klockaren i socknen, Anders Hansson. De rev västgaveln och ersatte västra långhusvalvet med ett paneltak. Tornet uppfördes sedan med nedre delen i sten och övre i trä som rödmålades. När klocktornet var klart flyttades klockorna över från klockstapeln till tornet.
Vid 1700-talets mitt förändrades även interiören. År 1746 flyttades altaret intill östmuren och korskrank och triumfkrucifix togs bort. Fyra år senare, 1750, erhöll kyrkan nya bänkar och de små medeltida fönstergluggarna höggs upp.
Carl Fredric Broocman, som besökte Kärna i mitten av 1700-talet, skriver: "Herr Cancellie-Rådet Olof von Dalin berättar uti Swenska Riks-Historiens andra del pag. 77, at Konung SVERKER KOLSON låtit bygga och inwiga så Kärna som Kaga Kyrka vid paß år 1137, och har Kyrkan tå allenast warit 16 alnar lång och 9 alnar bred. Sedermera är hon både i längden och bredden twå gånger tilökt. Förra gången måtte skedt långt tillbaka under Påwedömet, såsom ögonskenliget war af the gammalmodiga thes Stenhwalfs inscriptioner och målningar. Hon lärer ock tå blefwit åtminstone dubbelt länger, än hon hade förrut warit. Befants ock bewis thertil, at taket therefter afbrunnit; men Stenhwalfwen uthållit elden, at han icke kommit in uti Kyrkon. Hennes sednare tilökning fullbordades år 1750 med Församlingens makalösa lust, drift och bekostnad; utan understöd af Collect-Medel eller andras tilhjelp. Kyrkan wardt åt Wästra ändan tilmurad 14 alnar: hwaröfwer restes ett högt, ansenliget och prydeliget Klocke-Torn, med wida lysande och förgyldta Zirater. Nu är thenna Kyrkan 49 och en half aln lång och 12 och en half bred, försedd med ansenliga Fenster, wäl byggd Läcktare och Bänkar, och höga Hwalf öfwer Wästra delen och nya Kyrkan af bräder; men öfwer Choret och Östra delen af sten, som äro beprydde med the Påwiskas målningar. Hon står på Krono grund, en half mil ifrån Linköping.
Altartaflan är ifrån Påwetiden, och wisar Maria med Barnet på armen; samt til höger Marie bebådelse och Christi födelse, och til wänster Christi omskärelse och the 3 wisa Männen från Öster-Landen, som tillbedja Frälsaren. Prädikstolen af Bildthuggare-Arbete, med Frälsarens, Petri, Pauli och Johannis bilder, är wäl målad och förgyld, samt med Kyrkons bekostnad gjord och upsatt år 1644. [...]
Uti Kyrkon äro qwar ifrån Påwedömet twå höge Ljusestakar af träd, och något annat skräp; men all Chorets prydnad öfwerträffar then Tafla, som Sal. Doct. Haqu. Spegel, när han, såsom här Biskop, war Soknens Kyrkoherde, bekostat och låtit insätta. På henne föreställes then blodstänkte Frälsaren, trampandes winpräßen allena, Esa. 63:1. sq. Hwarunder läses thesse sinnrike wersar:
|  | Stillat corde Latex, sudant sub pondere pugni, |
|  | Corpore de toto sangvis ut unda fluit.         |
|  | Scilicet hoc potuit scelus omne cruore piari;  |
|  | Nam fuit uva Deus, torcular ejus amor.         |
Af gammalt är här ock i behåll ett Crucifix, som til förene stådt öfwer Chor-Skranket, och läses bak på korßet uti Munkstyl:  Anno Domini M. CCC. XXIV. Idus veni in hunc locum. Til äreminne efter then lärda och wida bereste Cancellie-Rådet Eric von Roland til Toleforß, prydes också Choret med en Taflo, som föreställer then Korßfästa Frälsaren, tillika med Staden Jerusalem.
Samma år, tå Kyrkons Wästra del blef tilbyggd, uprestes äfwen, såsom nämndt är, öfwer gafweln ett prydeligit Trä-Torn, tå ock Klockstapeln togs ned och Klockorna flyttes i Tornet,
|  | ther then större har följande påskrift: | På then mindre Klockon läses följande å ena sidon:    | Å andra sidon står:               |
|  | Jag kallar them, som bo i Kärna,        | Mitt ljud förswann, när jag Kong CARL then Elftes död | Senio et lugubri ac crebro motu   |
|  | At komma fram och bedja Gud,            | Förkunnat mången dag och klagat Swerges nöd,          | rupta Ecclesiæ Kærnensis sumtibus |
|  | För Kong och Folk: Han wil ock gierna   | Ro kropp och ljud jag fick igen, när Kongens Son      | renovata aliorumque suppetiis     |
|  | Oß höra. Lydom wi hans bud.             | Kong CARL then Tolfte gick uppå sin Faders Thron.     | feliciter renovabar Holmiæ 1698.  |

Ytterligare ombyggnader planerades, bland annat hade byggmästare Petter Andersson i Linköping 1776 gjort ritningar till en ny sakristia, medan friherre Israel Lagerfelt på Lagerlunda 1980 föreslog att kyrkan skulle få en ny korsarm på norra sidan. Möjligen låg arkitekten Olof Tempelman bakom en av de presenterade förslagsritningarna; Israel Lagerfelt hade nämligen haft kontakt med Olof Tempelman i samband med utformning av fasaden till kyrkans piporgel. Inget av projekten kom dock till utförande.

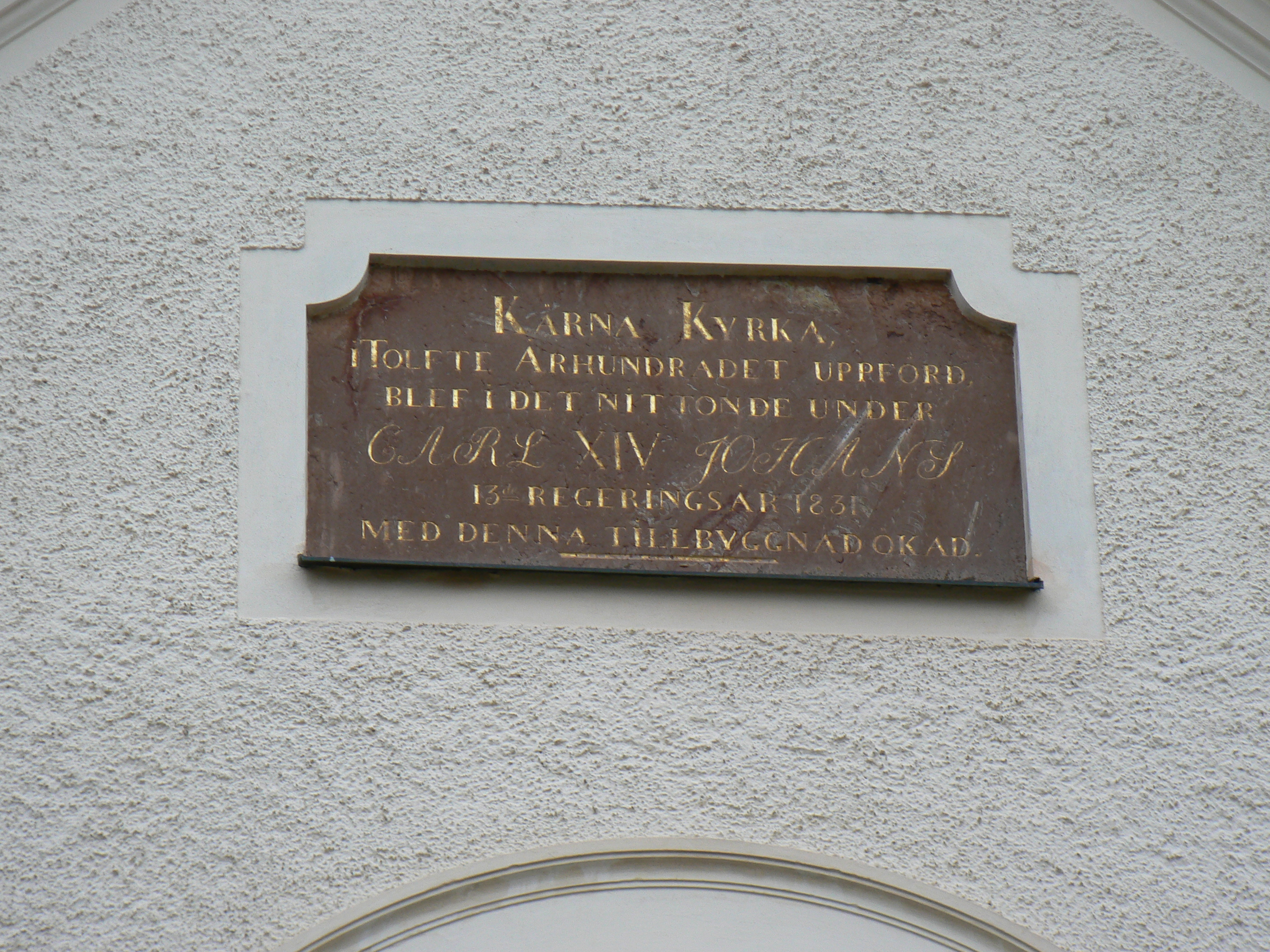
Minnestavla från tillbyggnaden 1831

År 1827 blev kyrkobyggnadsfrågan åter aktuell. Nu fanns det tvenne förslag, ett av byggmästaren Johan Holmberg och ett av arkitekten Samuel Enander, Stockholm. Båda tog upp förslaget om att bygga en korsarm åt norr. Det blev emellertid byggmästaren Abraham Bengtsson Nyström, Hållingstorp, som fick förtroendet att bygga om och till kyrkan. Den gamla kyrkan behölls som korsarmar i den nya och i vinkel mot dessa byggdes ett nytt brett långhus i norr och ett nytt torn i söder. Fasaderna utfördes slätputsade och odekorerade bortsett från en kraftig gesims som även gick runt tornet. Fönstren gjordes rundbågiga och över alla fyra portalerna placerades halvrunda fönster. Tornet utformades, enligt Samuel Enanders förslag, med rundbågigt avslutade ljudgluggar och ovanför en liten lanternin. En ovanlig detalj var en åttakantig glaslanternin över korsmitten. Koret försågs med en altarpredikstol, vilket innebar att predikstolen var placerad rakt ovanför altaret. Sakristian inrymdes i tornets bottenvåning. År 1834 fullbordades bygget och i maj månad skedde invigningen.
Nyårsdagen 1893 härjade en våldsam brand, som förstörde taken och lanterninen, liksom även den svalt nyklassicistiska interiören. Vid återuppförandet, som utfördes efter ritningar av arkitekt Thor Thorén, gjordes stora invändiga förändringar: I taket pärlspåntade bräder och delvis synliga takstolar, all träinredning utförd i barockstil och brunlaserad samt garnering med bårder i kalkfärg på väggarna. Koret fick en ny altartavla målad av konstnären Johan Krouthén.
År 1934 restaurerades den nyklassicistiska interiören före 1893 års brand under ledning av arkitekt Erik Fant (1889–1954).
Under 2005 har kyrkan genomgått en såväl utvändig som invändig renovering. Återinvigningen ägde rum 1:a söndagen i advent den 3 december 2006.

## Inventarier

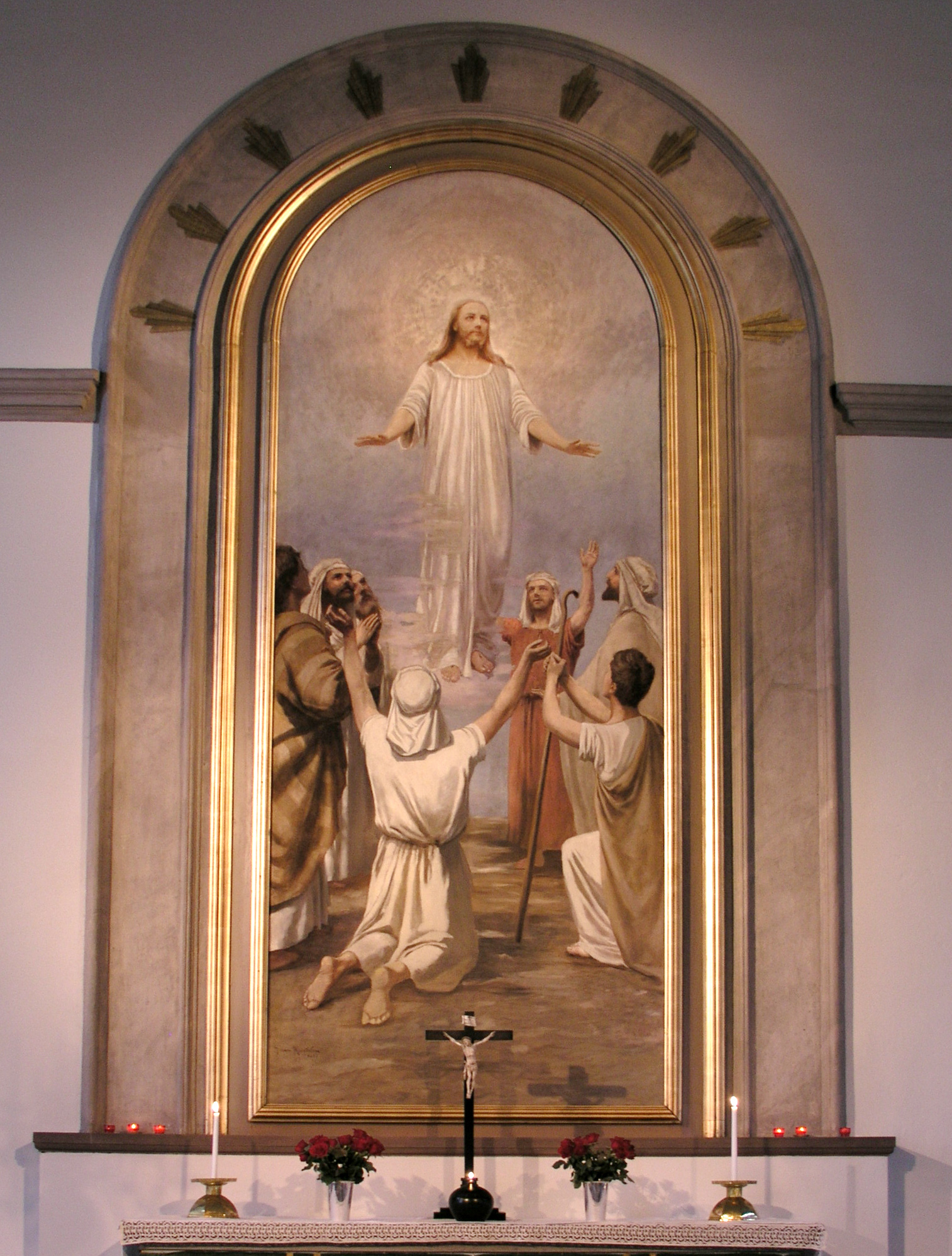
Kristi himmelsfärd, målad av Johan Krouthén 1893

- Altartavla föreställande "Kristi himmelsfärd", målad 1893 av konstnären Johan Krouthén (1858-1932), Linköping.
- Predikstol i nybarock.
- Mässhake av vitt siden med blommor och breda bårder broderade i silver och guld, skänkt av kanslirådinnan Eva Christina von Stegling på Tolefors.
- Mässhake i svart sammet, skänkt 1792 av friherre Israel Lagerfelt på Lagerlunda.
- Nattvardskalk, foten med inskrift av minuskler och graverad bild av korsfästelsen troligen gjord i Vadstena omkring år 1500; cuppan omgjord 1746 av silversmeden Nils Dahl (1710–1793), Linköping.
- Patén skapad av Nils Dahl, som också gjorde om en vinkanna.
- Oblatask med renässansgravyr, skapad av silversmeden Nils Nilsson d.ä. Behm (omkr. 1617–1673), Linköping.
- Sockenbudstyg av Nils Dahl.
- Brudkrona förminskad 1759 av Nils Dahl.
- Storklockan, omgjuten 1732 av klockgjutare Magnus Hallman, Norrköping.
- Mellanklockorna, en från 1892 och en skänkt 1928 av friherrinnan Hedvig Lagerfelt på Lagerlunda.
- Lillklockan, gjuten 1698 av Gerhard Meyer i Stockholm.

## Orglar

### Läktarorgel
Kronologi:
- 1778: Organist och orgelbyggare Lars Strömblad, Ödeshög, bygger det tidigast kända orgelverket i Kärna kyrka. Fasaden ritad av Olof Tempelman.
- 1877: Firma Åkerman & Lund, Stockholm bygger om orgeln.
- 1894: Åkerman & Lund bygger efter branden en ny 2-manualig, 12-stämmig orgel.
- 1952: Olof Hammarberg, Göteborg, bygger en pneumatisk orgel bakom Åkerman & Lunds fasad från 1894.

Disposition:
| Huvudverk I      | Svällverk II      | Pedal       | Koppel |
| Principal 8'     | Rörflöjt 8'       | Subbas 16'  | I/P    |
| Gedakt 8'        | Principal 4'      | Gedakt 8'   | II/P   |
| Oktava 4'        | Gemshorn 4'       | Koralbas 4' | II/I   |
| Oktava 2'        | Nasard 2 2/3'     |             |        |
| Mixtur III chor. | Svegel 2'         |             |        |
| Trumpet 8'       | Kvintadena 2'     |             |        |
|                  | Scharff III chor. |             |        |
|                  | Crescendosvällare |             |        |

- För närvarande, 2007, är piporgeln ur funktion.

### Kororgel

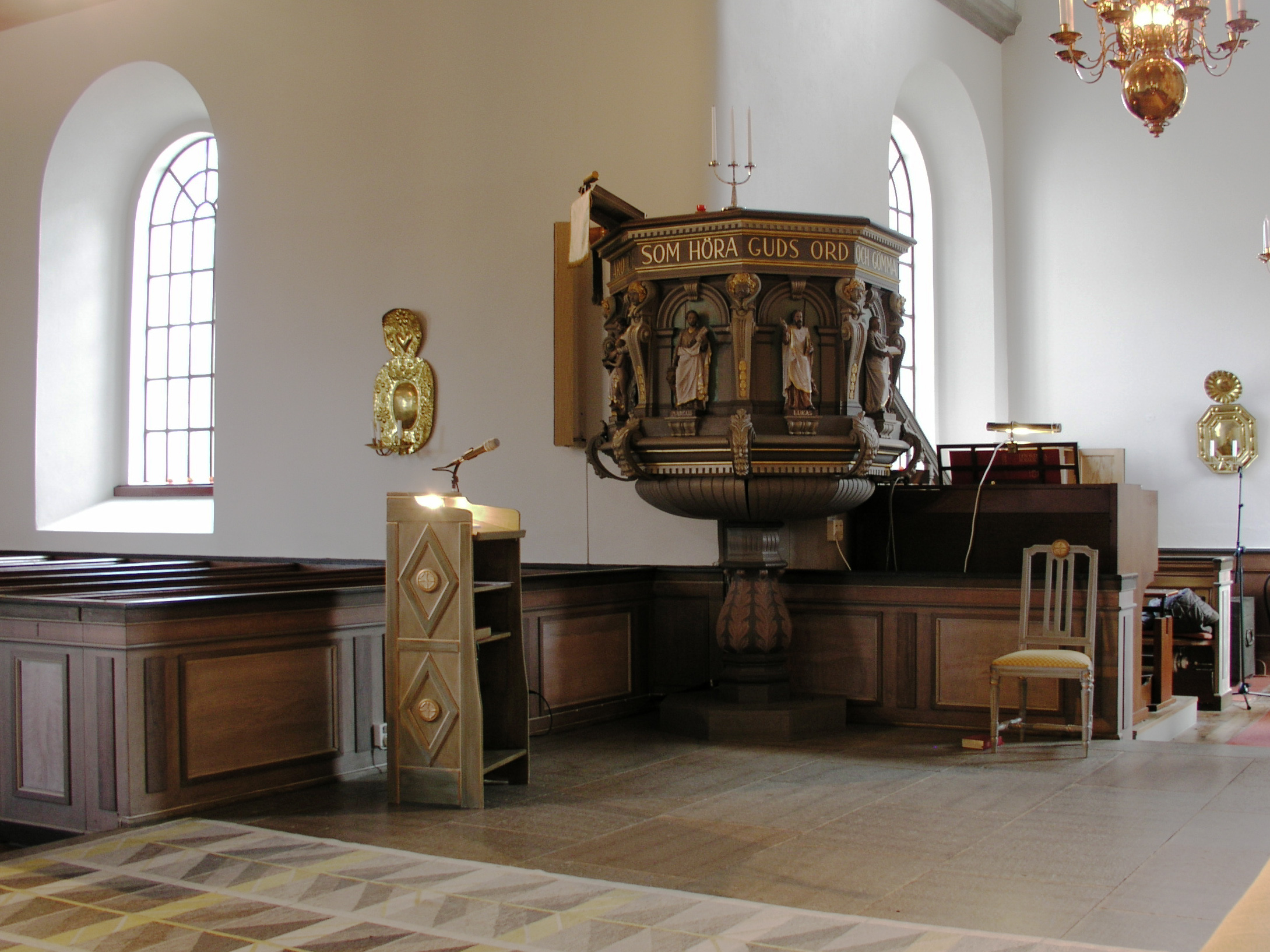
Predikstol i nybarock och den nutida kyrkorgeln

- 2014 Ålems Orgelverkstad AB

Disposition:
| Man I. Huvudverk | Man II. Svällverk   | Pedal      | Koppel    |
| ---------------- | ------------------- | ---------- | --------- |
| Principal 8'     | Gedackt 8'          | Subbas 16' | II/I      |
| Rörflöjt 8'      | Salicional 8'       | Borduna 8' | II/P      |
| Gamba 8'         | Voix céleste 8'     |            | I/P       |
| Oktava 4'        | Flûte octaviante 4' |            | II 16'/II |
| Waldflöjt 2'     | Mixtur II           |            |           |
|                  | Corno 8'            |            |           |
|                  | Tremulant           |            |           |

## Runstenar
Kyrkobyggnaden omges av en kyrkogård, på vilken en runsten finns.
Kanske är detta samma runsten som Carl Fredric Broocman beskriver 1760: "Af gamla Minnes-märken är här en Runsten uti Ringmuren Wäster ut, och äro Runorna så lydande:

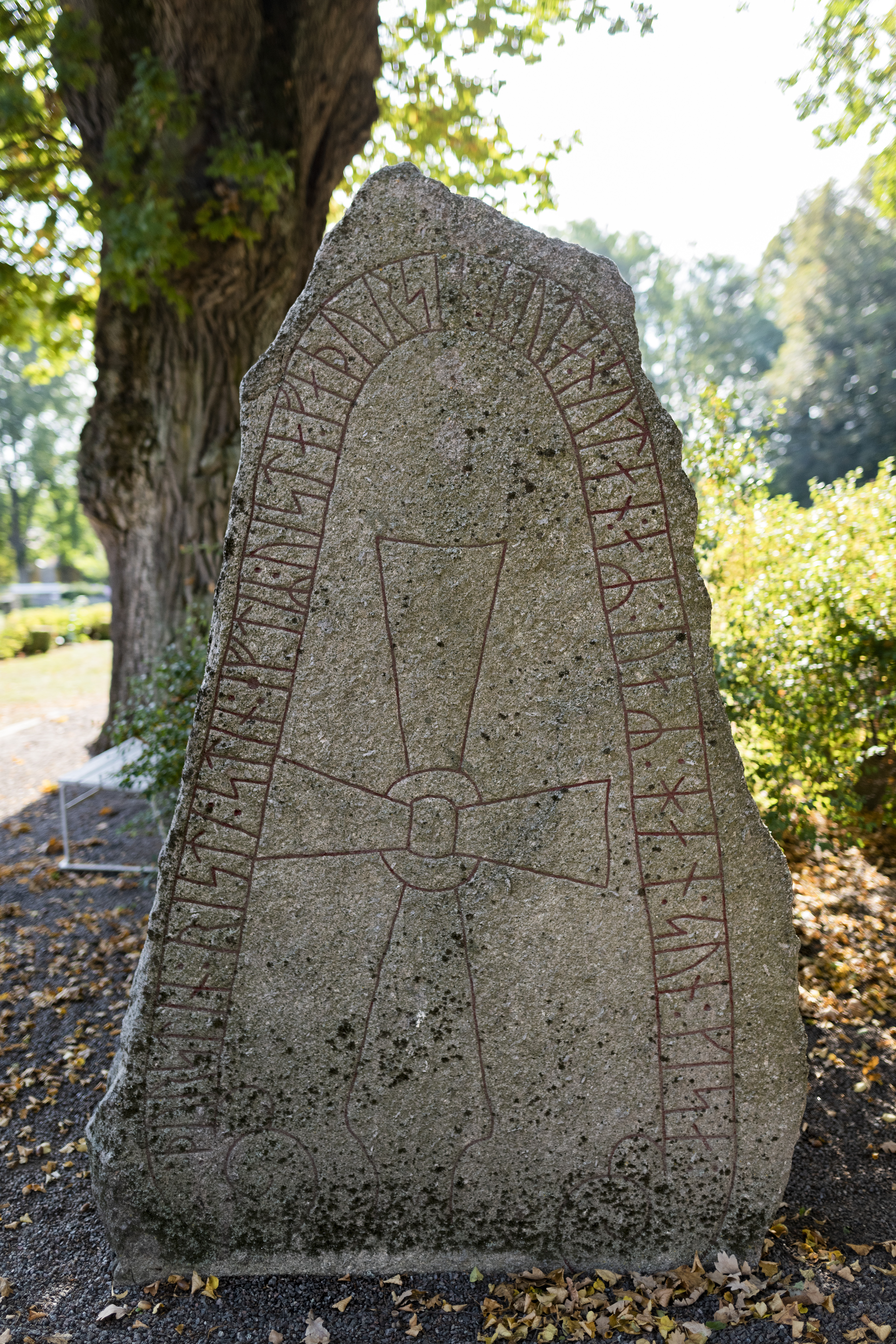
Ög 105

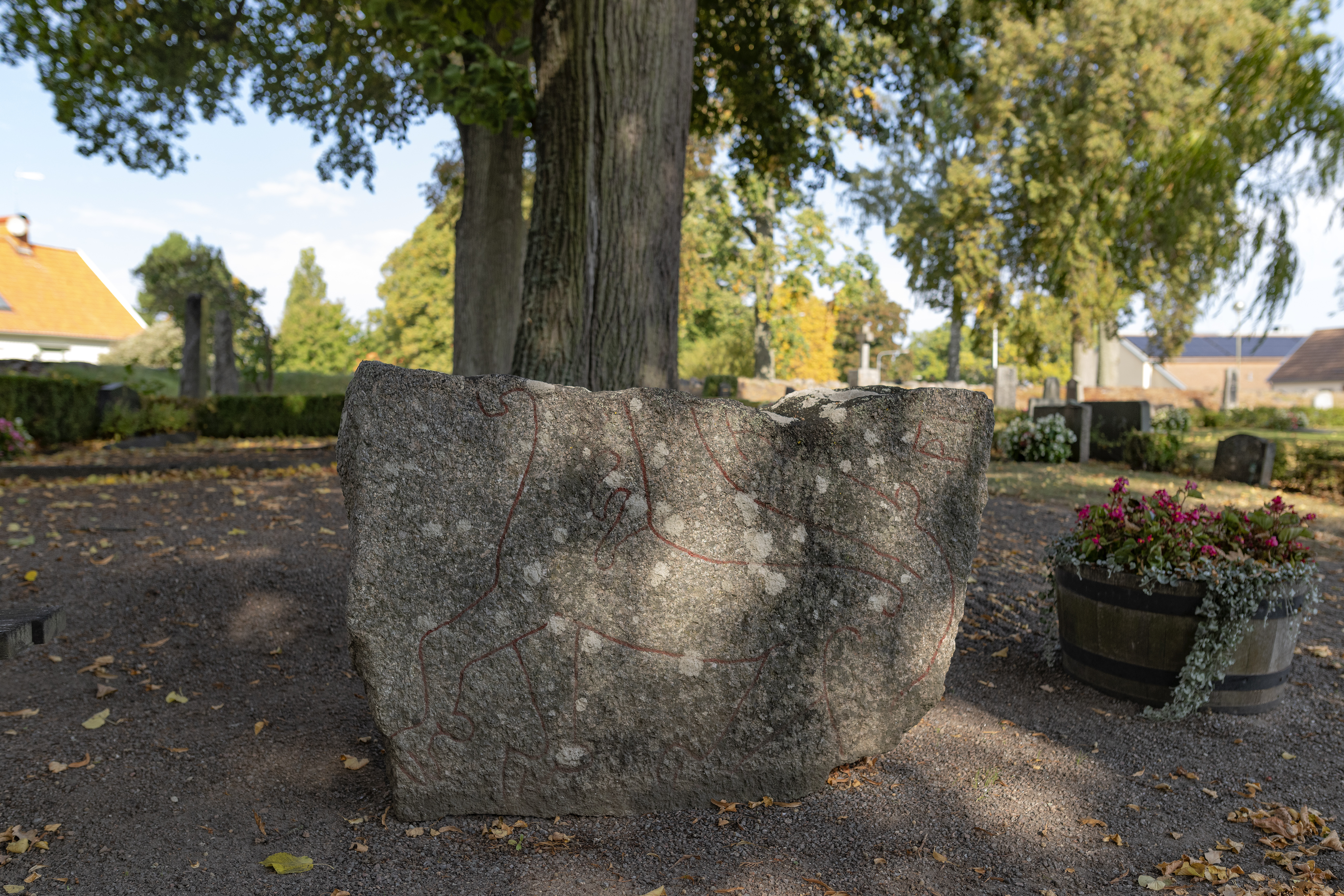
Ög 106

|  |                                                                                      |
|  | DURSTI. RISTI. STIN. EFTIR. VISTA. FADUR. SIN. BUTA. AUTAN. AR. WAR. HAN. SUN. GISA. |
|  | Thorsten upreste stenen efter sin Fader Waste, Bonde, Utländsk war han, Gisas Son."  |